# Nyländska Jaktklubben

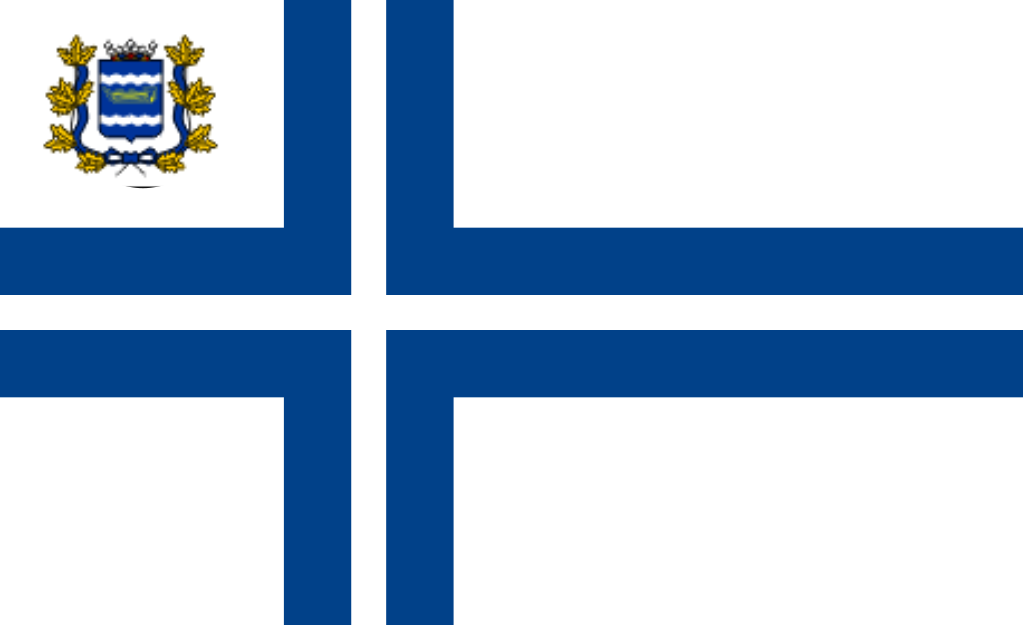
Nyländska Jaktklubbens flagga

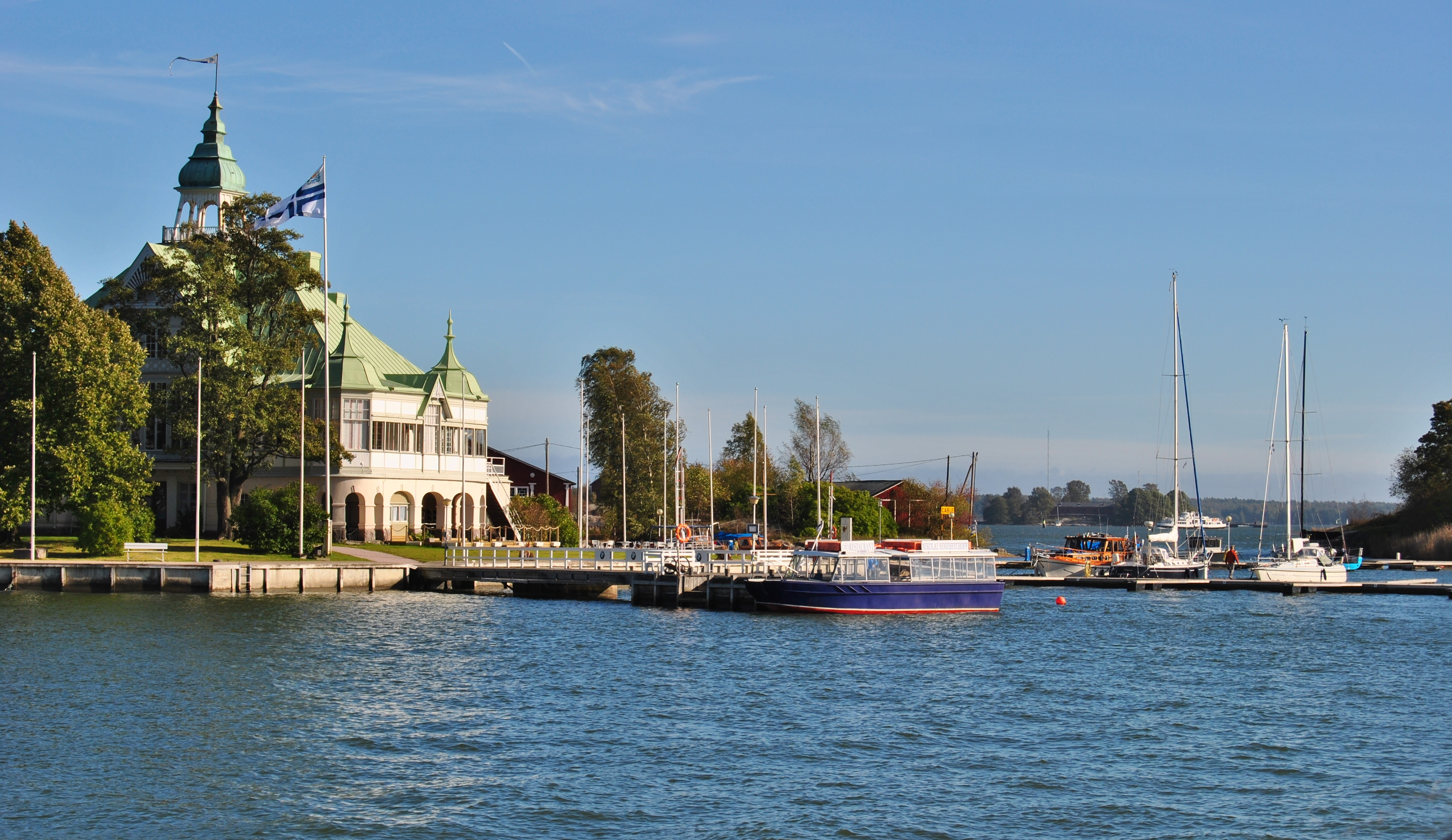
Nyländska Jaktklubbens klubbhus på Blekholmen i Helsingfors

Nyländska Jaktklubben, NJK är Finlands äldsta registrerade segelförening, samt även Finlands äldsta idrottsförening, grundad 1861. Föreningen fick sina stadgar stadfästa den 4 mars samma år som föreningen officiellt grundades och kunde därmed börja ett organiserad föreningsliv.
Segelföreningen i Björneborg började sin verksamhet 1856, men registrerades först några år efter Nyländska Jaktklubben. Jaktklubben håller till på Blekholmen i Södra hamnen och på Björkholmen (60°9′46.5″N 24°50′53.5″Ö / 60.162917°N 24.848194°Ö) i Helsingfors. 
Klubbens medlemmar får använda en särskild klubbvariant av Finlands flagga som nationsflagga på sina båtar, liksom medlemmar av andra segelföreningar i Finland. Detta har sin bakgrund i segelföreningens flaggas betydelse under ryska tiden, som en symbol för att storfurstendömet var en autonom del av Ryssland.
Föreningens kommodor är Casper Grönblom. Föreningen med 2850 medlemmar är den största segelföreningen i Finland.[när?]

## Bildgalleri

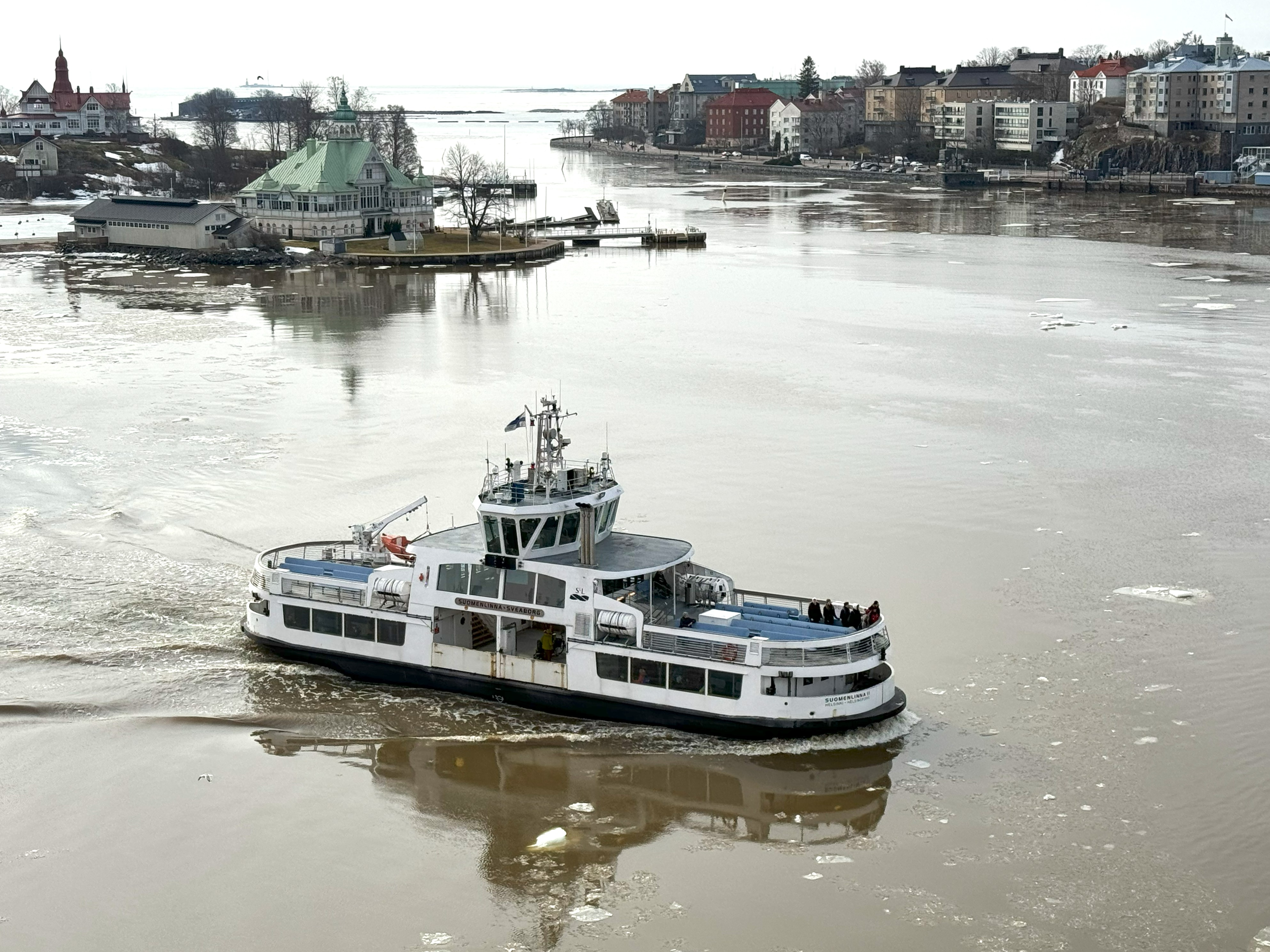
M/S Suomenlinna II på väg mot Salutorget i Helsingfors. Överst till vänster syns ön Klippan och Nyländska Jaktklubben på Blekholmen.
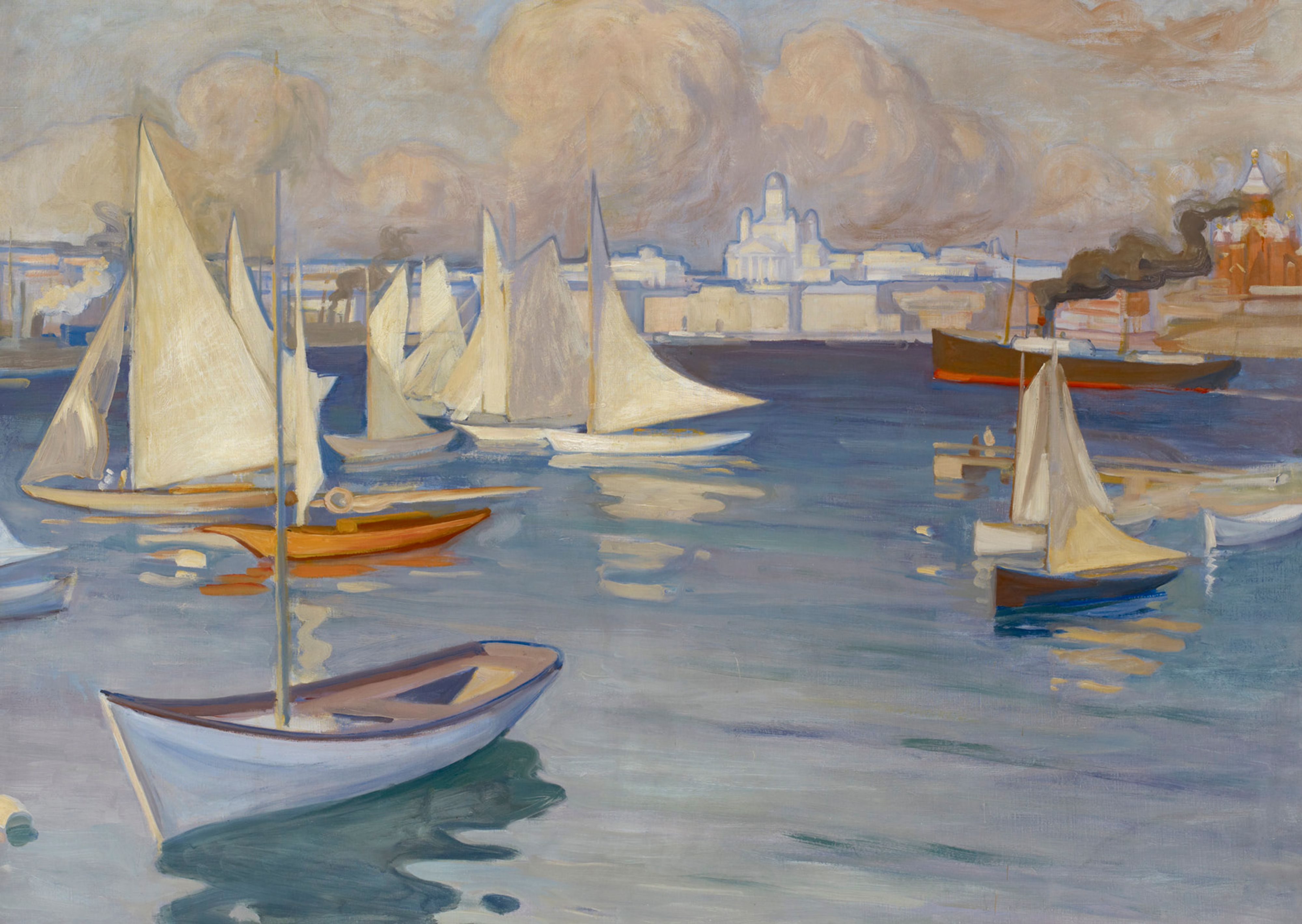
Nyländska Jaktklubbens båthamn i Helsingfors, målning av Albert Edelfelt 1899